# Graeffel János
Graeffel János (Esztergom, 1833. augusztus 6. - Esztergom, 1922. október 14.) apát-kanonok, iskolaigazgató.

## Élete
Középiskoláit Esztergomban végezte és mint esztergom főegyházmegyei papnövendék Pestre küldték a hittudományok hallgatására. 1856. szeptember 16-án fölszentelték. Rövid ideig segédlelkész volt, majd a nagyszombati főgimnázium tanára és Hidassy Kornél után 1876-tól igazgató lett. Érseki convictusi kormányzó, 1878. júliusától tiszteletbeli kanonok és szentszéki ülnök. A nagyszombati gimnáziumnál 30 évig működött. 1888. február 12-től pozsonyi, december 20-tól esztergomi kanonok, 1891-ben sz. Ipolyról nevezett zoborhegyi címzetes apátnak nevezte ki ő felsége. 1899. február 10-től barsi, 1900-tól  pápai prelátus lett. 1906-tól székesegyházi főesperes, 1907-től apostoli protonotárius.

## Művei
Írt több birálatot és néhány értekezést: A phil. tankönyvek czélszerű szerkesztésének tervezete; A popule meus kifejezés helyességéről a classicusok nyomán (Tanodai Lapokban.) Kiadta a Nagyszombati Érseki Főgymnasium évkönyveit. 
- A szeretet gyöngyei. Imakönyv. Bpest, 1855. (Mint növendékpap négy társával fordította.)
- Adjutorium nostrum in nomine Domini! seu Selecta pietatis exercitia. Sub tuum praesidium confugimus Tirnaviae, 1858. (2. kiad. 1864., 3. kiad. 1881., Tirnaviae. Kéthasábos, magyar-latin szövegű kiadás. 1881.)
- Függelék az «Adjutorium nostrum» cz. imakönyvhöz. Magyar egyházi énekek és imádságok. Tirnaviae.
- A sasvári háromszázados nagy bucsujárat. Az 1864. szept. 8. sasvári nagy bucsúünnepélyre vonatkozó történeti jegyzetek, főpásztori levelek, előkészületek, utazási rajzok, alkalmi versezetek és egyházi szent beszédek. Tirnaviae, 1865.
- 1879-1887 A Nagyszombati Érseki Főgymnasium Könyvtára
- Epitome selectorum pietatis exercitia. Tirnaviae. 1881. (Harmadik kiadás. Ugyanez magyar kivonatban is megjelent. Tirnaviae, 1881.)